# エジザージュバシュ
エジザージュバシュ・ホールディングス（Eczacıbaşı Holding、Eczacıbaşı Topluluğu）は、トルコに設立されている産業グループで財閥。
Dr.ネジャット・エジザージュバシュによって1942年にエジザージュバシュを創設。
イスタンブールにてビタミン剤製造のための研究所を設立したのが始まり。現在では医薬品、タイル・セラミックを注視とした建築資材、消費財が3本柱。
近代的な生産設備を誇り、特に衛生陶器の工場はこの種の工場としては世界最大級の規模。
衛生用紙、整理用ナプキンに関してはトルコ国内需要の過半数を賄う生産規模を持つ。

## 概要
2006年にはイスタンブールにカンヨン・ショッピングモールを建設し、同部門に進出した。
なお同グループは07年3月に主力であった医療品・化学品部門の株式75%を4億6,000万ドルでチェコのゼンティヴァ製薬(Zentiva：フランスのサノフィ系)に売却し、合弁を強化した。
また、衛生タイル部門ではドイツのVilleroy & Bochnoのセラミック部門51％を買収している。 
米経済話フォーブスが発表した2007年版世界長者番付によると、資産10億ドル以上を有する長者945人のうち、ビュレント・エジザージュバシュ会長（12億ドル）の名が挙げられている。
他にもスポーツクラブ（スポルクリュビュ）などの部門もある（エジザージュバシュ女子バレーボールチームほか）。